# Дервент (приток на Бешичкото езеро)
Дервент (на гръцки: Δερβένι, Дервени) е река в Егейска Македония, Гърция, свързваща Лъгадинското (Кориния) с Бешичкото езеро (Лимни Волви).

## Описание
Дервент изтича от Лъгадинското езеро в източната му част, западно от село Схолари, и тече на изток. Южно от Схолари приема първо големия си десен приток Ватилакос, а след това и големия си ляв приток Дерели. и се влива в Бешичкото езеро северно от Аполония (Пазаруда). След това реката има бифуркация, като се разделя на два канала. Северният, по-голям, тече на северозапад през местностите Аспра Хома и Гьолбаш, минава южно от Нимфопетра (Чали махала) и се влива в Бешичкото езеро в местнотта Валтос. Южният канал тече на изток и се влива в Бешичкото езеро в местността Микри Валта.

## Водосборен басейн
→ ляв приток, ← десен приток
- ← Ватилакос

- ← Хора
- ← Рафтонда
- → Клефтонери

- → Дерели (Гурник, Саху)

- ← Флерия
- ← Менекса (Бояджи, Косна)
- ← Армутли (Крио Неро)

- → Рема Авгис

- → Витули
- ← Арети
- → Гяур Тарла
- → Асар